# Hälsö
Hälsö – szwedzka wyspa oraz miejscowość o tej samej nazwie. Populacja wyspy wynosi 614 mieszkańców (dane z 2005 roku). Administracyjnie Hälsö należy do gminy Öckerö.

## Ludzie związani z Hälsö
- Olle Ludvigsson – szwedzki europoseł